# Serie A1 1993-1994 (pallacanestro femminile)
Il campionato di Serie A1 di pallacanestro femminile 1993-1994 è stato il sessantatreesimo organizzato in Italia.
La Pool Comense vince il quarto titolo consecutivo, ottavo in totale, battendo per il quarto anno consecutivo la Marani Cesena nella finale.

## Stagione

### Formula
Le sedici squadre partecipano ad un girone all'italiana, con partite di andata e ritorno. Le squadre classificatesi tra il primo e l'ottavo posto vengono ammesse ai quarti di finale dei play-off per lo scudetto, che vengono disputati al meglio delle tre partite, come le semifinali; le finali sono disputate al meglio delle cinque gare. Le ultime tre retrocedono in Serie A2.

## Stagione regolare

### Classifica
|  |     | Classifica finale 1993-1994 | Pt | G  | V  | P  | PtF | PtS |
|  | --- | --------------------------- | -- | -- | -- | -- | --- | --- |
|  | 1.  | Pool Comense                | 56 | 30 | 28 | 2  | -   | -   |
|  | 2.  | Primizie Parma              | 50 | 30 | 25 | 5  | -   | -   |
|  | 3.  | Marani Cesena               | 46 | 30 | 23 | 7  | -   | -   |
|  | 4.  | Sireg Brianza               | 42 | 30 | 21 | 9  | -   | -   |
|  | 5.  | Trogylos Priolo             | 40 | 30 | 20 | 10 | -   | -   |
|  | 6.  | Vivo Vicenza                | 40 | 30 | 20 | 10 | -   | -   |
|  | 7.  | Famila Schio                | 36 | 30 | 18 | 12 | -   | -   |
|  | 8.  | Pallacanestro Avellino      | 34 | 30 | 17 | 13 | -   | -   |
|  | 9.  | Erreti Faenza               | 26 | 30 | 13 | 17 | -   | -   |
|  | 10. | Tombolini Ancona            | 26 | 30 | 13 | 17 | -   | -   |
|  | 11. | Copma Ferrara               | 24 | 30 | 12 | 18 | -   | -   |
|  | 12. | Cestistica Marino           | 22 | 30 | 11 | 19 | -   | -   |
|  | 13. | Nardini Viterbo             | 18 | 30 | 9  | 21 | -   | -   |
|  | 14. | Basket Bari                 | 14 | 30 | 7  | 23 | -   | -   |
|  | 15. | Antoniana Busto Arsizio     | 6  | 30 | 3  | 27 | -   | -   |
|  | 16. | Pitagora Pescara            | 0  | 30 | 0  | 30 | -   | -   |

## Play-off
|  | Quarti di finale | Quarti di finale       | Quarti di finale       | Quarti di finale | Quarti di finale |  |  | Semifinali      | Semifinali      | Semifinali      | Semifinali    | Semifinali    |               |    | Finale       | Finale       | Finale       | Finale       | Finale | Finale | Finale |  |
|  |                  |                        |                        |                  |                  |  |  |                 |                 |                 |               |               |               |    |              |              |              |              |        |        |        |  |
|  | 1                | Pool Comense           | Pool Comense           | 100              | 109              |  |  |                 |                 |                 |               |               |               |    |              |              |              |              |        |        |        |  |
|  | 8                | Pallacanestro Avellino | Pallacanestro Avellino | 55               | 66               |  |  | Pool Comense    | Pool Comense    | Pool Comense    | 79            | 78            |               |    |              |              |              |              |        |        |        |  |
|  | 4                | Sireg Brianza          | 57                     | 56               | 52               |  |  | Trogylos Priolo | Trogylos Priolo | Trogylos Priolo | 59            | 47            |               |    |              |              |              |              |        |        |        |  |
|  | 5                | Trogylos Priolo        | 69                     | 52               | 58               |  |  |                 |                 |                 |               |               |               |    | Pool Comense | Pool Comense | Pool Comense | Pool Comense | 79     | 79     | 77     |  |
|  | 2                | Primizie Parma         | Primizie Parma         | 65               | 92               |  |  |                 |                 | Marani Cesena   | Marani Cesena | Marani Cesena | Marani Cesena | 58 | 72           | 68           |              |              |        |        |        |  |
|  | 7                | Famila Schio           | Famila Schio           | 55               | 80               |  |  | Primizie Parma  | Primizie Parma  | Primizie Parma  | 69            | 63            |               |    |              |              |              |              |        |        |        |  |
|  | 3                | Marani Cesena          | 61                     | 74               | 78               |  |  | Marani Cesena   | Marani Cesena   | Marani Cesena   | 86            | 69            |               |    |              |              |              |              |        |        |        |  |
|  | 6                | Vivo Vicenza           | 66                     | 61               | 68               |  |  |                 |                 |                 |               |               |               |    |              |              |              |              |        |        |        |  |

## Verdetti
- Campione d'Italia:  Pool Comense
Formazione: Angela Arcangeli, Viviana Ballabio, Di Blasi, Mara Fullin, Sara Gaspari, Bridgette Gordon, Molteni, Razija Mujanović, Stefania Passaro, Rodighiero, Renata Salvestrini, Monica Stazzonelli, Silvia Todeschini. Allenatore: Aldo Corno.
- Retrocessioni in Serie A2: Basket Bari, Antoniana Busto Arsizio e Pitagora Pescara.
- Escluse dal campionato 1994-1995: Sireg Brianza, Tombolini Ancona e Cestistica Marino.